# Provincia de Foggia
Foggia (del italiano: Provincia di Foggia) es una provincia italiana de la región de Apulia. Tiene una población de 638 041 habitantes y una superficie de 6965 km², lo que la convierte en la segunda provincia más grande del país. Comprende 61 municipios, de los cuales la capital, Foggia, concentra aproximadamente un cuarto de la población de la provincia.
Con vistas a todo el norte y el este del mar Adriático, limita al oeste con el Molise (provincia de Campobasso) y Campania (provincia de Benevento), al sur con Campania (provincia de Avellino) y Basilicata (provincia de Potenza) al sureste de la provincia de Barletta-Andria-Trani. Es parte de la provincia también el archipiélago de las islas Tremiti.

## Geografía
Con una superficie de 6965 km², por extensión, es la segunda provincia en Italia, después de Bolzano. Los municipios de Margherita di Savoia, San Ferdinando di Puglia y Trinitapoli (algo más de 40 000 habitantes) se había apartado de la provincia de Foggia para ir a formar, junto con otros siete municipios de la provincia de Bari, la nueva provincia de Barletta-Andria-Trani.
Su territorio está dividido en tres regiones naturales bien diferenciadas:
- el promontorio del Gargano, que se extiende de oeste a este y 65 km de norte a sur por 40 km ocupa aproximadamente un cuarto del tamaño de la provincia, está situado en el mar Adriático con el perfil de su columna vertebral impresionante montaña que toca los 1065 m hasta la cima del Monte Calvo integrada por los municipios de Ischitella y su fracción de Foce Varano, Carpino, Cagnano Varano, Vico del Gargano, Rodi Garganico y Peschici;
- el Tavoliere delle Puglie, caracterizado por una morfología plana grande y uniformidad;
- el subapenino Dauno, que se caracteriza por un paisaje montañoso, con colinas redondeadas y valles profundos.

Es parte de la provincia, además, el archipiélago de las islas Tremiti.

### Clima
En toda la provincia, el clima es típicamente mediterráneo: zonas costeras y tierras bajas tienen veranos calientes, inviernos secos y ventosos y templado y lluvioso. Las precipitaciones se concentran durante el otoño y el invierno, son escasas y en su mayoría lluvias carácter. Sin embargo, en el Subappennino Dauno y en el Gargano los veranos son frescos y en invierno no son poco frecuentes las nevadas y la niebla en la noche, también persistente. Los valores promedio de las precipitaciones oscilan entre 450 y 650 mm por año, pero en el Gargano y Dauno Subappennino localmente caen más de 1000 mm al año.

### Ríos y lagos
Los principales cursos de agua que cruzan (en parte) de la provincia de capitanes son Ofanto y Fortore, el Ofanto también marca la frontera natural al sur (con la provincia de Barletta-Andria-Trani), mientras que el río Saccione a noroeste (con Molise). Entre estos dos ríos están todos los ríos de la provincia de Foggia, aunque de carácter torrencial, que surge de los hallazgos Dauni destinadas a la desembocadura del norte-este. Entre ellos Triolo, la Salsola y Celone converger a los pies de la Gargano en Candelaro, dando vida a la zona de influencia más amplia de Puglia (2000 km²) y desemboca en el golfo de Manfredonia. Cabe destacar también la Carapelle y Cervaro.
De la provincia, también son parte integrante el lago de Lesina y el lago de Varano, además de la parte oriental del lago de Occhito. En el pasado, antes de que los cambios introducidos por la intervención humana, en la llanura del Tavoliere había dos pantanos insalubres y el lago Salso.

### Montañas
En la provincia de Foggia están las principales cimas de Puglia. Los más importantes y altos son los montes Cornacchia (1152 m), Saraceno (1145 m) y Crispignano (1105 m), este último está situado en el subapenino Dauno. El pico más alto del Gargano, sin embargo, es el monte Calvo (1056 m).

## Historia
En 1927 quedó bajo la jurisdicción de la provincia de Foggia Accadia y Orsara di Puglia (antes de esta fecha Orsara Dauna-Irpina) en 1929 Monteleone di Puglia, en 1931 Anzano di Puglia (antes de esta fecha Anzano de Irpini) y en 1940 Rocchetta Sant' Antonio.
En 1975, una parte del municipio de Manfredonia se independizó, constituyendo el municipio de Zapponeta.
Tres municipios de la provincia de Barletta-Andria-Trani, creada en 2004, formaban parte hasta dicho año de la provincia de Foggia: Margherita di Savoia, Trinitapoli y San Ferdinando di Puglia.
El 11 y 12 de junio de 2006, los habitantes de Savignano Irpino fueron llamados a las urnas para llamar a un referéndum para el paso de la ciudad de la provincia de Avellino a la provincia de Foggia (y por tanto el de Campania a Apulia). La falta de quórum, aunque un alto porcentaje de votos a favor de pasar, ha significado que la propuesta fue rechazada, y como resultado, el pueblo permanecía en la provincia de Avellino.

## Turismo
Los municipios de la provincia reconocidos oficialmente como ciudad de arte son dos: Lucera y San Severo. Además, en la provincia destacan varias ciudades ricas en expresiones artísticas notables, incluidas la capital, Foggia, Troia, Monte Sant'Angelo y Manfredonia.
En cuanto al complejo turístico, esto afecta a toda la costa de la provincia, la región de los lagos costeros de Lesina y Varano a las hermosas ciudades de Gargano incluyendo Rodi Garganico, Peschici, Vieste, Mattinata, Manfredonia y las preciosas islas Tremiti. Hay varios tipos de playas: se puede ver que, además de la variación clásica de la cortina de arena amarilla y varios tipos de piedras, también se puede encontrar la arena negra en la zona de Margherita di Savoia detrás de las rocas de sal y otras áreas convenientes para tomar la sol o bucear.
El turismo religioso es muy importante, en particular el santuario de San Pío de Pietrelcina en San Giovanni Rotondo y el Sacro Speco de San Miguel Arcángel de Monte Sant'Angelo, el santuario en Foggia, el de San Francesco Antonio Fasani en Lucera y los conventos de San Mateo y Stignano, en el municipio de San Marco in Lamis. A estos sitios hay que añadir muchos otros lugares de interés religioso que se extendió por toda la provincia.
También atraen en Capitanata tradiciones populares diferentes, incluyendo el Festival de Socorro en pleno auge de San Severo, la procesión de Fracchie en San Marco in Lamis, hermanada desde 2008 con las tradicionales hogueras de San Sebastián en Accadia, y el Dauno Carnaval de Manfredonia, la corrida de toros de Chieuti. Durante el verano se celebra en Poggio Imperiale, el Palio di Dama, que tiene lugar en la mayor damiera fija de Europa. En Lucera, en agosto, se celebra el Desfile Histórico y Fiesta de Nuestra Patrona Virgen. En Orsara di Puglia, también, «FuOC ACOST y priatorj COCC». Según la tradición, la noche de Todos los Santos, las almas del purgatorio vuelven a la tierra, por lo que los orsarenses adornan las calles de la ciudad con calabazas, que simbolizan las almas (cocce priatorje), y hogueras encendidas con ramas secas de escoba («FuOC ACOST», del griego akostòi, 'dispersos'), para consolarlas. Más adelante, en los meses de verano de julio y agosto, tiene lugar un importante evento cultural, el Festival Jazz Orsara, una serie de eventos musicales con grandes exponentes del mundo del jazz que llevan a cabo importantes actuaciones en directo.
Además, en Carpino, para animar a la gente de Gargano a recuperar su identidad y reconocer sus raíces en una cultura casi desaparecida pero ciertamente digna de ser reevaluada, Rocco Draicchio en 1996 concibió la idea del Festival Folk Carpino, el Festival de música popular y sus influencias, que desde entonces ha tenido lugar cada año a principios de agosto.

## Patrimonio Mundial
«Longobardos en Italia: lugares de poder», es el nombre de un lugar Patrimonio de la Humanidad italiano inscrito en la Lista del Patrimonio Mundial de la UNESCO 25 de junio de 2011. Es un sitio serial integrado por siete lugares llenos de arquitectura, arte pictórico y escultórico de los longobardos, cuyo nombramiento fue aceptado en marzo de 2008 bajo el nombre de «Italia Langobardorum. Centros de poder y de culto (568-774 d.C.)».
En el territorio del ducado de Benevento se encontraba el santuario de San Miguel Arcángel, fundada antes de la llegada de los longobardos que pero adoptaron como un santuario nacional tras de la conquista del Gargano (siglo VII). El complejo, que está situado en Monte Sant'Angelo y da fe de la adoración especial a San Miguel de los longobardos. El santuario fue objeto del mecenazgo de los Duques de Benevento es monumental, tanto que el rey instalado en Pavía, promovió numerosas reformas para facilitar el acceso a la cueva de la primera aparición y para dar cabida a los peregrinos. San Miguel Arcángel se convirtió en un sitio de peregrinación más importantes de la cristianidad, escenario de una variante de la Vía Francígena que condujo a la Tierra Santa.
El santuario fue reconstruido extensivamente, especialmente en su parte superior; longobardo de nuevo sólo las criptas que conduce a la cueva donde, según la tradición, el arcángel Miguel apareció.